# Conpoy

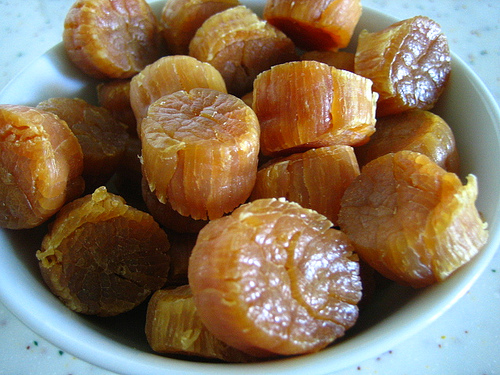
Un bol de conpoy.

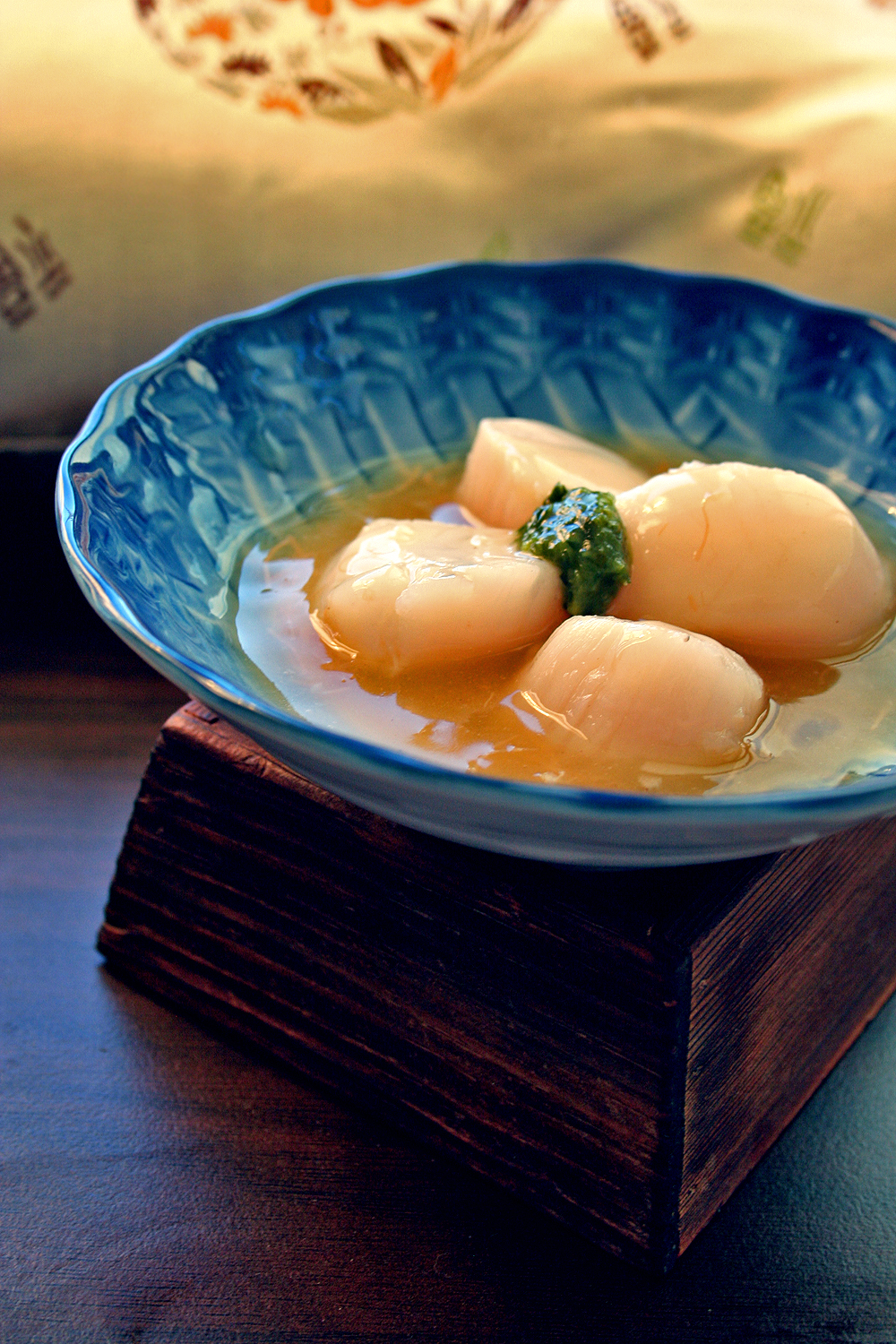
Pétoncle vapeur dans une sauce d'abalone.

Le conpoy ou pétoncle séché est un produit de la mer séché confectionné à partir du muscle adducteur de pétoncles. Le conpoy dégage une odeur marine et âcre qui rappelle certaines salaisons de viande. Son goût est intensément umami à cause de sa haute teneur en divers acides aminés libres telles que la glycine, l'alanine et l'acide glutamique. Il est aussi riche en acides nucléiques, notamment l'acide inosinique, en d'autres sous-produits d'acides aminés telles que la taurine, et en minéraux (calcium et zinc)[réf. nécessaire].
Le conpoy est produit en faisant cuire des pétoncles puis en les séchant.

## Terminologie
Conpoy est un mot d'emprunt d'origine cantonaise (乾貝, gānbèi, cantonais Jyutping : gon1bui3), qui signifie littéralement « coquillage séché ».

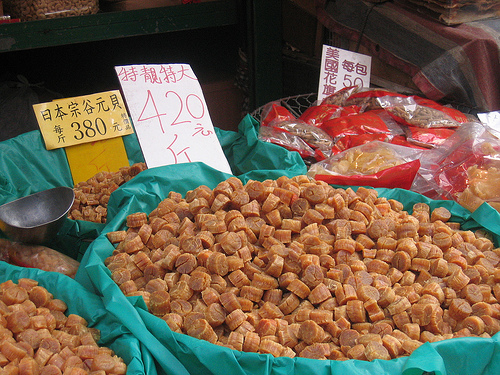
Conpoy en vente sur un marché.

## Utilisation
À Hong Kong, on trouve couramment deux types de conpoy. Le conpoy confectionné à partir de kongyiu (江珧, jiāngyáo) provenant de Chine continentale est petit et plus doux en bouche. Le sinpui (扇貝, shànbèi) est un pétoncle importé du Japon (帆立貝 (hotategai)), qui permet d'obtenir un conpoy qui a un goût plus fort et plus riche[réf. nécessaire].
Comme pour de nombreux aliments séchés, le conpoy était à la base fabriqué pour conserver les fruits de mer en période d'abondance. Récemment, le conpoy a gagné un statut d'ingrédient haut de gamme parmi les gourmets. Il a une saveur forte et caractéristique qui peut facilement être discernée quand il est consommé en condiment avec du porridge de riz, des plats sautés, mijotés et dans des sauces.
La sauce XO, un assaisonnement utilisé pour sauter des légumes et des fruits de mer dans la cuisine cantonaise, contient des quantités importantes de conpoy.